# 茶宠

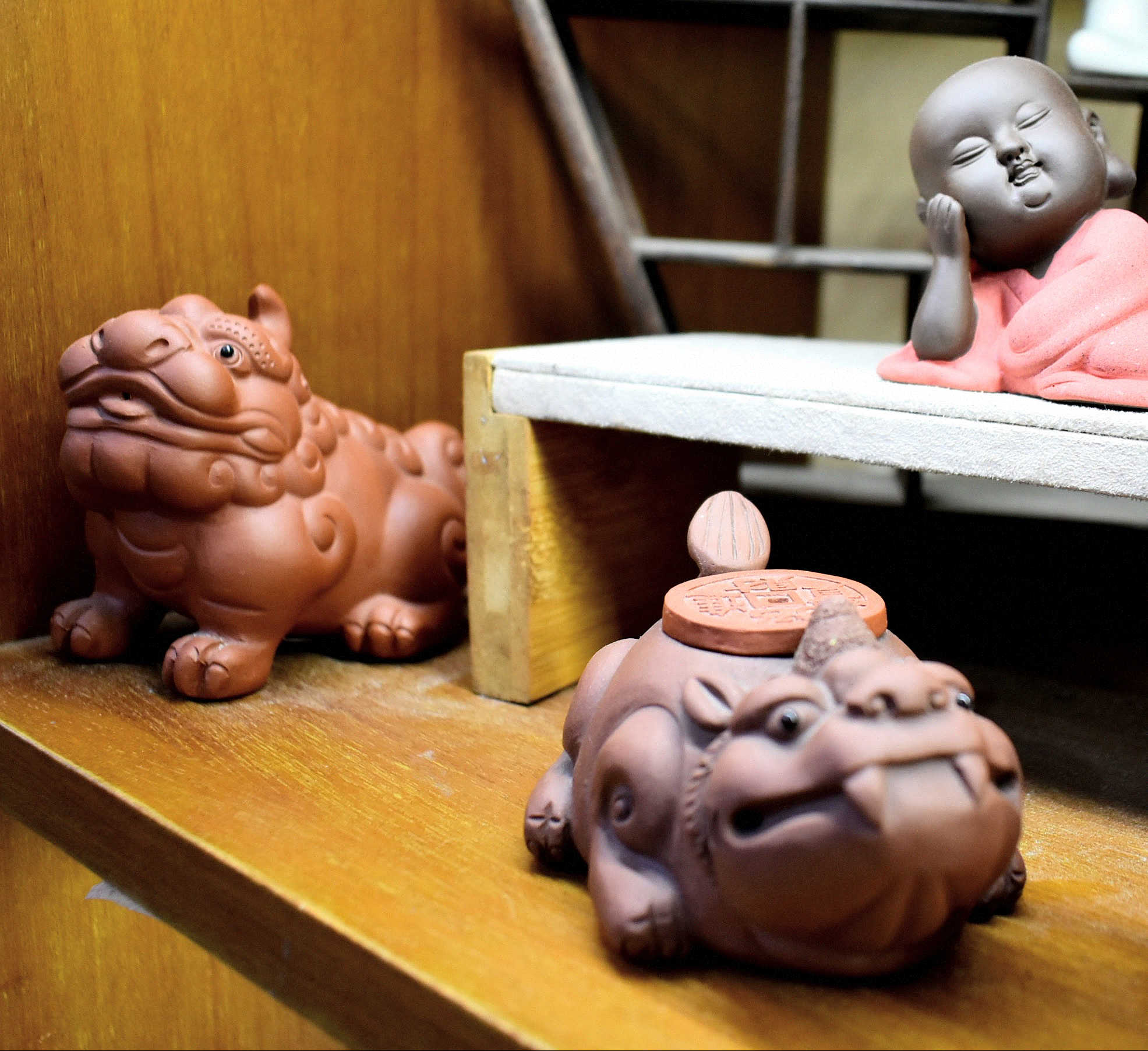
茶宠

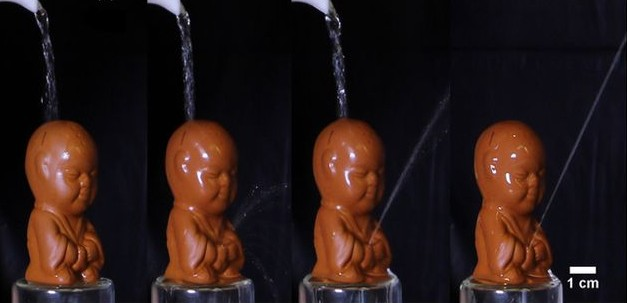
淋上热茶汤后会喷水的尿童茶宠

茶宠，亦称茶玩，是中国茶文化中一种旨在增添饮茶时情趣的把玩之物，常以紫砂、澄泥等制作而成。
洗茶时，常将茶汤淋在茶宠上以便滋养。一些茶宠设计成中空结构，倒上茶汤后会呈现吐泡、喷水等有趣现象。除传统茶宠外，现代还出现了主要由树脂制成的感温变色茶宠，可在淋上热茶水后改变颜色。茶宠造型多样，常见的包括貔貅、金蟾等瑞兽，以及观音菩萨、弥勒菩萨等神明形象，代表吉祥、富足、长寿等不同寓意。